# Quýt cam
Quýt cam (C. reticulata × C. sinensis) là một loại cây ăn quả có múi được lai từ quýt (Citrus reticulata) và cam ngọt (Citrus sinensis). Tiếng Anh gọi loài cây này là "tangor" tức ghép "tang" từ tangerine (quýt lai) và "or" từ orange (cam). 
Tiếng Anh còn gọi cây này là temple orange tức "cam đền thánh", tuy vỏ dày nhưng rất dễ bóc; bột cam sáng của nó có vị chua ngọt và đầy đủ hương vị.

## Giống
'King' (" King of Siam "; trước đây là Citrus nobilis) ' Murcott ' ("mật ong Murcott"; "Murcott mật ong cam"; "đỏ"; "lớn đỏ")
'Ortanique' (ban đầu được tìm thấy ở Jamaica, tên này xuất phát từ các từ "cam", "quýt" và "độc nhất") 'Temple' ("Nam châm" của Nhật Bản) 
'Umatilla' (cách viết sai của "Umatilla tangelo") 'Pontianak' (Ban đầu được tìm thấy ở Indonesia, được đặt theo tên một thủ phủ của tỉnh)
' Setoka ' (Nhật Bản, lai giữa Murcott và Kuchinotsu số 37)

### Satsuma tangors
' IIDIA ' (Miyagawa × một loa5i cam ngọt không rõ) 'Miyauchi Iyo' (đột biến Iyo chín sớm)
'Othani Iyo' (đột biến Miyauchi chín muộn) ' Kiyomi ' (Miyagawa × cam Trovita)
'Seto' (Sugiyama Unshiu × cam Trovita) ' Reikou ' ((Kiyomi x Encore) x (Số 5 x Marcott))